# Міжнародна наукова рада
Міжнаро́дна науко́ва ра́да (англ. International Science Council (ISC),  створена у 2018 році в результаті злиття Міжнародної ради з науки (ICSU) (заснована в 1931 році) і Міжнародної ради соціальних наук (ISSC) (заснована в 1952 році)  — єдина міжнародна неурядова організація, яка об'єднує понад 200 міжнародних природничих організацій і соціальні наукові спілки та асоціації, а також національні та регіональні наукові організації, включаючи академії, науково-дослідні ради, інститути та фонди. Веде історію від Міжнародної асоціації академій (заснована у 1899 р.), реорганізованої у 1918—1919 рр. в Міжнародну дослідницьку раду, з 1931 р. — Міжнародна рада з науки (ICSU).

### Керівництво Міжнародної наукової ради
У 2018 році президентом організації було обрано Дая Редді. Головним вченим секретарем обрано Аліка Ісмаїл-Заде. З жовтня 2021 року посаду президента обіймає Пітер Глюкман, педіатр, відомий вчений-біомедик, науково-політичний експерт з Нової Зеландії.
- Виконавчий директор — Хайде Хакманн (2018—2022)[5]
- Науковий директор — Матьє Дені (на даний час виконує обов'язки головного виконавчого директора)[6]
- Операційний директор — Чарльз Екернес

## Бачення та місія
Наука як глобальне суспільне благо. Наукові знання, дані та досвід мають бути загальнодоступними, а їх переваги мають бути загальнодоступними. Наукова практика має бути інклюзивною та справедливою, а також щодо можливостей наукової освіти та розвитку потенціалу. Завдання Міжнародної наукової ради — діяти як глобальний голос науки, сприяти проведенню міжнародних наукових програм, наукових конгресів тощо. У системі ISC діють спеціальні наукові комітети: з антарктичних досліджень, з водних досліджень, з проблем довкілля та ін. Має консультативний статус при ООН. Місце перебування — Париж, Франція.

## Фінансування
Основне джерело фінансування — внески, отримані від її членів. Інші джерела доходу — гранти від країни перебування Франції, різних організацій та фондів.

## Члени[8]
| - Міжнародний астрономічний союз - Міжнародна організація досліджень мозку - Міжнародний географічний союз - Міжнародний математичний союз - Міжнародний союз з вивчення четвертинного періоду - Міжнародний союз антропологічних та етнологічних наук - Міжнародний союз біохімії та молекулярної біології - Міжнародний союз біологічних наук - Міжнародний союз кристалографів - Міжнародний союз науки та технологій з харчових продуктів - Міжнародний союз геодезичних та геофізичних наук - Міжнародний союз геологічних наук - Міжнародний союз історії та філософії науки - Міжнародний союз матеріалознавчих суспільств | - Міжнародний союз мікробіологічних наук - Міжнародний союз наук з харчування - Міжнародний союз теоретичної та прикладної біофізики - Міжнародний союз теоретичної та прикладної хімії - Міжнародний союз теоретичної та прикладної фізики - Міжнародний союз медичних фізиків та інженерів - Міжнародний союз фундаментальної та клінічної фармакології - Міжнародний союз фізиологічних наук - Міжнародний союз психологічних наук - Міжнародний союз теоретичної та прикладної механіки - Міжнародний союз токсикології - Міжнародний науковий радіосоюз та інші |